# Торкильдсен, Тор

Тор Торкильдсен

Тор Торкильдсен (норв. Tor Torkildsen); 3 июня 1932, Тронхейм — 8 июля 2006) — норвежский моряк, судовладелец, писатель-маринист.

## Биография
Потомственный моряк. Его отец и дед были капитанами дальнего плавания. Торкильдсен получил специальное образование и принял руководство над судоходной компанией в родном городе.
До 1961 года он был руководителем судоходной компании, доставлял грузы в Лондон, Сантос, работал в Джакарте и Осло. В 1961—1967 работал в разных судоходных компаниях.
В 1977—1983 был матросом в Шотландии, работал менеджером компании по экспорту электроники.
В 1989 году в возрасте 57 лет стал безработным. С тех пор занялся литературным творчеством.
В последние годы жил по полгода в Тронхейме и в Таиланде.

## Творчество
После долгих лет, проведенных на кораблях и в судоходных компаниях, Тор Торкильдсен в 1994 году дебютировал в качестве автора с романом «Stella Baltica». После этого он написал еще около 30 книг.
Основная тема его произведений — море и все связанное с ним. Содержание книги основывал на своем личном профессиональном и жизненном опыте.
Кроме того, он автор ряда исторических романов.

## Избранная библиография
- Stella Baltica (1994)
- Piratene på Bali (1995)
- Dødt skip (1995)
- Gullskatten på revet (1996)
- På død manns kiste (1996)
- Brenning-Serie (серия из 20 книг)
- Flukten på floden (1997)
- Livbåten (1997)
- Diamanter i lasten (Lisa og Nils 4) (1999)
- Kapret på Bermuda (Lisa og Nils 5) (2000)
- Savnet i Alaska (2001)
- Forsvunnet på Ben Nevis (2002)
- Akterutseilt (2003)
- Skipbrudden (2004)